# 이영활
이영활(李寧活, 1960년, 경상북도 문경시 ~ )은 대한민국의 전직 공무원이다.

## 학력
- 부산중앙고등학교 졸업
- 부산대학교 경영학과 학사 졸업
- ~ 1990 버밍엄 대학교 대학원 행정학 석사 졸업
- ~ 2001 부산대학교 대학원 행정학 박사 수료

## 경력
- 1980 제24회 행정고시 합격
- 1981 총무처
- 부산광역시청 예산담당관
- 부산광역시청 재정관
- 부산광역시청 경제진흥실 실장
- 2007.02 부산광역시청 선진부산개발본부 본부장
- ~ 2009.01 부산광역시청 미래전략본부 본부장
- 2009.01 부산광역시청 경제산업실 실장
- 2010.12 ~ 2011.11 부산광역시청 정책기획실 실장
- 2011.11 ~ 2014.07 제38대 부산광역시 경제부시장
- 부산외국어대학교 석좌교수
- 2015.07 ~ 2017.07 제1대 국립부산과학관 관장
- 2021.05 ~ 부산상공회의소 상근부회장

## 수상
- 2014.01 제6회 동명대상 공공부문